# FIFA-Weltfußballer des Jahres 1992

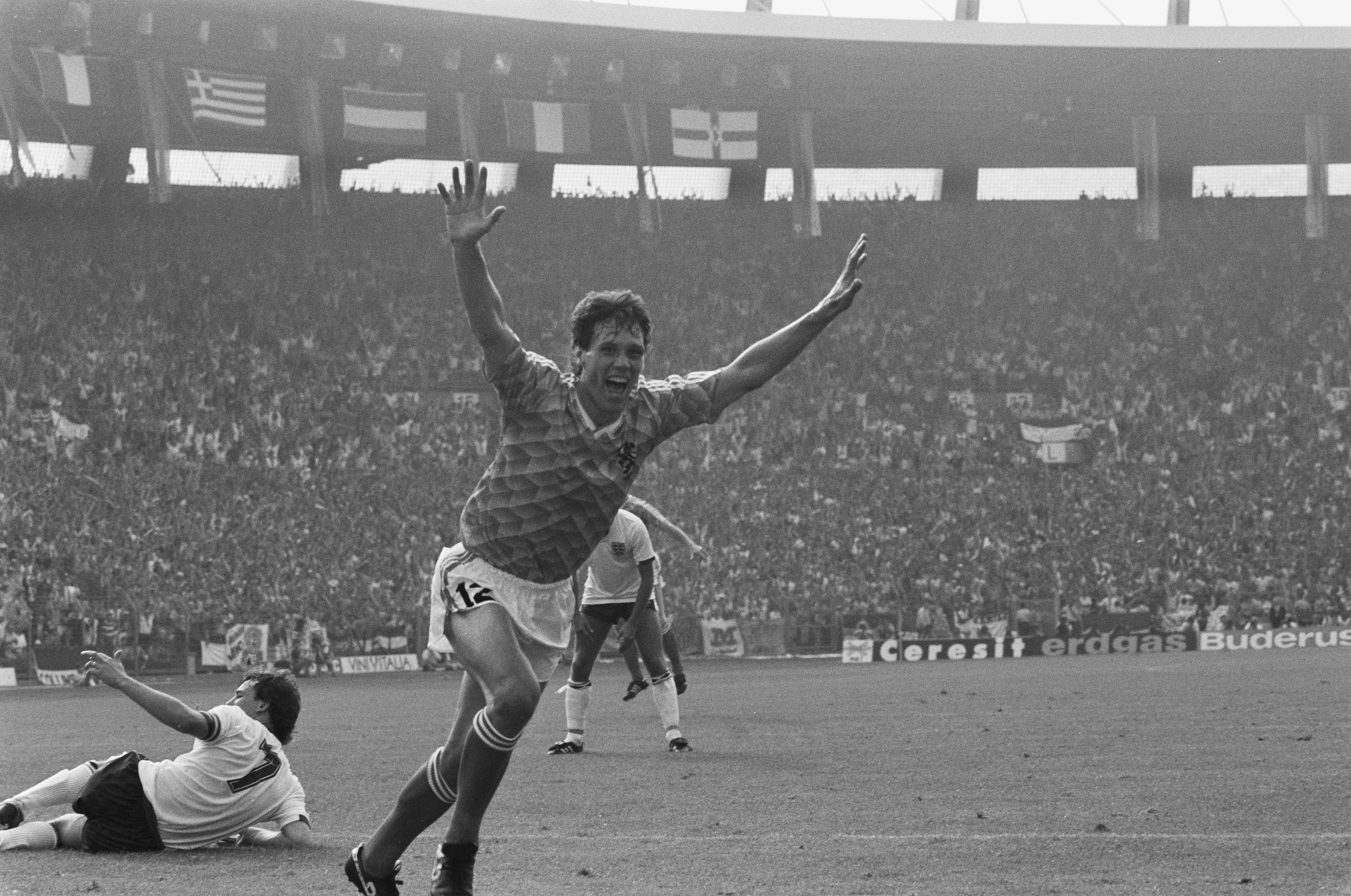
FIFA-Weltfußballer des Jahres 1992
Marco van Basten

Der FIFA-Weltfußballer des Jahres 1992 (damals noch FIFA World Player) wurde Anfang 1993 im Rahmen einer von der portugiesischen Sportzeitung A Bola organisierten Gala in Estoril gekürt. Es war die zweite Vergabe der 1991 vom Fußballweltverband FIFA eingeführten Auszeichnung „FIFA-Weltfußballer des Jahres“. Gewinner der Auszeichnung war der Niederländer Marco van Basten.

## Abstimmungsmodus
Der Gewinner wurde durch eine Abstimmung unter 71 Nationaltrainern der Welt ermittelt. Diese nannten jeweils die drei ihrer Meinung nach besten Fußballer, wobei keiner der drei aus ihrem eigenen Land stammen durfte. Eine Nennung an Platz eins brachte fünf Punkte, ein zweiter Platz drei Punkte, der dritte Platz einen Punkt. Danach wurden die Punkte addiert.

## Ergebnis (Top 10)
- Platzierung: die Platzierung, die ein Spieler erzielt hat.
- Name: Name des ausgezeichneten Spielers.
- Nationalität: Nationalität des ausgezeichneten Spielers.
- Verein: Verein, für den der Spieler in dem Kalenderjahr aktiv war. Wenn ein Spieler den Verein gewechselt hat, wird der abgebende Verein an erster Position genannt.
- Stimmen: die insgesamt erhaltenen Stimmen aller Länder.

| Platzierung | Name                | Nationalität | Verein                           | Stimmen |
| ----------- | ------------------- | ------------ | -------------------------------- | ------- |
| 1.          | Marco van Basten    | Niederlande  | AC Mailand                       | 161     |
| 2.          | Christo Stoitschkow | Bulgarien    | FC Barcelona                     | 88      |
| 3.          | Thomas Häßler       | Deutschland  | AS Rom                           | 61      |
| 4.          | Jean-Pierre Papin   | Frankreich   | Olympique Marseille / AC Mailand | 46      |
| 5.          | Brian Laudrup       | Dänemark     | FC Bayern München / AC Florenz   | 44      |
| 5.          | Peter Schmeichel    | Dänemark     | Manchester United                | 44      |
| 7.          | Dennis Bergkamp     | Niederlande  | Ajax Amsterdam                   | 29      |
| 8.          | Frank Rijkaard      | Niederlande  | AC Mailand                       | 23      |
| 9.          | Abédi Pelé          | Ghana        | Olympique Marseille              | 10      |
| 9.          | Franco Baresi       | Italien      | AC Mailand                       | 10      |
| 9.          | Jürgen Klinsmann    | Deutschland  | Inter Mailand / AS Monaco        | 10      |